# Curtara pilosa
Curtara pilosa är en insektsart som beskrevs av Delong 1979. Curtara pilosa ingår i släktet Curtara och familjen dvärgstritar. Inga underarter finns listade i Catalogue of Life.